# Dysmachus decipiens
Dysmachus decipiens är en tvåvingeart som först beskrevs av Christian Rudolph Wilhelm Wiedemann 1820.  Dysmachus decipiens ingår i släktet Dysmachus och familjen rovflugor. Inga underarter finns listade i Catalogue of Life.